# Burgstall Fronhofen
Der Burgstall Fronhofen bezeichnet eine abgegangene hochmittelalterliche Höhenburg vom Typus einer Hochmotte (Turmhügelburg) über dem Bissinger Ortsteil Fronhofen im Landkreis Dillingen an der Donau in Schwaben.

## Geographische Lage
Der Burgstall befindet sich auf dem Michelsberg. Das Bergplateau wird im Norden, Osten und Westen durch Steilhänge geschützt. Die flachere Südseite ist durch ein siebenfaches Wallgrabensystem unbekannter Zeitstellung bewehrt.
Der Fahrweg wird von 14 Kreuzwegstationen flankiert und endet am Parkplatz vor der Mauer des Friedhofes auf der Vorburg.
Auf halber Höhe am nördlichen Steilabfall des Burgberges liegt die kleine Höhle Hanseles Hohl. Sie wurde zwischen 1923 und 1925 von Ferdinand Birkner, Ernst Frickhinger und Paul Zenetti archäologisch untersucht, neben einem altsteinzeitlichen Menschenzahn wurden Siedlungsspuren der Bandkeramiker und jungsteinzeitliche Scherben gefunden. Sie ist vom Bayerischen Landesamt für Denkmalpflege als Bodendenkmal Nummer D 7-7229-0005, „Höhlenstation des Neolithikums, der Urnenfelderzeit, des Mittelalters und der frühen Neuzeit“ verzeichnet.

## Geschichte
Der Michelsberg war schon in prähistorischer und frühgeschichtlicher Zeit besiedelt. Die mittelalterliche Burg wurde um das Jahr 1100 durch ein edelfreies Geschlecht begründet, das sich in der Folge nach der Burg benannte. Weitere Zweige dieser wohlhabenden Familie saßen auf den nahen Burgen Hohenburg und Diemantstein. Gegen 1140 übertrugen die Brüder „Tiemo“ und „Wolftrigel von Fronhofen“ eine Reihe von Gütern an die Propstei Berchtesgaden. In der Schenkungsurkunde treten nebst den Fronhofern eine Reihe von Adelsgeschlechtern aus der Gegend als Zeugen auf. Darunter Ǒdelricus und sein Sohn Fridericus de Hoenburch (von Hohenburg), Eberhardus und sein Bruder Otto de Wellenwarth (Woellwarth), Hoholt de Tisenhouen (Deisenhofen), Marchwardus de Trohteluingin (Trochtelfingen), Eberhardus de Werde (Donauwörth), Ǒdalricus de Scre[z]heim (Schretzheim), Chǒnradus de Lecchesgemunde, Rǒdbertus de Biscingen,  Burchardus de Chregehen (Cronheim), Gisilbertus de Nellenuelt (Lellenfeld) und viele weitere mehr.
Der Linie der Herren von Fronhofen scheint bereits um 1150 erloschen zu sein. Die Herrschaft fiel wahrscheinlich an die verwandten Hohenburger, die Burg wurde verlassen.
Im 14. oder 15. Jahrhundert erbaute man die Sankt Michaelskirche auf dem Areal der ehemaligen Vorburg. Die Kirche diente als Pfarrkirche der umliegenden Orte und wurde 1684 umgebaut und nach Westen verlängert. Um 1745 kamen der Turm und die Sakristei hinzu. Bei allen Baumaßnahmen diente die Burg als Steinbruch. Die Kirche steht inmitten des ummauerten Friedhofes.

## Beschreibung
Von der großen Wehranlage sind nur noch Gräben und Geländespuren erhalten. Auf dem Vorburgplateau wurde später die Sankt-Michaels-Kirche errichtet.
Die Hauptburg ist durch einen bogenförmigen Abschnittsgraben von der Vorburg abgetrennt. Hinter diesem bis zu 30 Meter breiten Graben liegt der felsige Hügel der Kernburg. Der nur etwa acht mal elf Meter große Felsklotz bot nur wenig Raum. Mauerreste haben sich nicht erhalten. Die ganze Anlage bietet das Bild einer typischen Hochmotte, der Turmhügel trug wohl nur einen Bergfried oder Wohnturm.
Ungewöhnlich ist die enge Staffelung der Wälle und Gräben auf der Südseite, die von der Burgauffahrt durchschnitten werden. Die bogenförmigen Befestigungsanlagen sind bis zu 150 Meter lang und wurden übereinander angelegt. Diese älteren Wallanlagen wurden in hochmittelalterlicher Zeit umgebaut und als zusätzliche Annäherungshindernisse benutzt.
Das Bayerische Landesamt für Denkmalpflege verzeichnet das Bodendenkmal als „vorgeschichtliche Abschnittsbefestigung, Siedlung des Neolithikums, der Hallstattzeit, des frühen Mittelalters und mittelalterlichen Burgstall“ mit der Denkmalnummer D 7-7229-0046.